# On Visiting the Grave of my Daughter for the Last Time
On Visiting the Grave of my Daughter for the Last Time – wiersz brytyjsko-amerykańskiej poetki Margaret Agnew Blennerhassett, opublikowany w tomie The Widow of the Rock, and Other Poems w 1824. Utwór jest elegią o zmarłej córce autorki. Został napisany przy użyciu strofy czterowersowej.
’Tis the pale moon of midnight my sad spirit hails,
I see its dim gleams thro’ the tall waving trees:—
Earth slumbers,—solemnity’s silence prevails
I alone break the swell of the wide-sweeping breeze.
W przytoczonej zwrotce poetka stosuje aliterację: slumbers, — solemnity’s silence.